# Министерство здравоохранения и социального обеспечения Хорватии
Министерство здравоохранения и социального обеспечения — министерство в правительстве Хорватии, которое отвечает за здравоохранение и социальное обеспечение.

## История
Министерство в его нынешнем виде появилось на свет в 2003 году в Кабинете Иво Санадера, в результате слияния прежних Министерства здравоохранения и Министерства труда и социального обеспечения. Оба министерства были первоначально сформированы в 1990 году, хотя они изменили структуру и имена несколько раз в течение 1990-х.

### Министры социального обеспечения (1990—2003)
С мая 1990 года по март 1991 года министерство, отвечавшее за социальное обеспечение называлось Министерством труда, ветеранов и по вопросам инвалидности и возглавил его Марин Чрня.
В марте 1991 года министерство было переименовано в Министерство труда, социальной защиты и семьи и Бернардо Юрлина был назначен главой переименованного министерства.
В кабинете Никицы Валентича, который был сформирован в апреле 1993 года, название министерства было сокращено до Министерства труда и социального обеспечения.

### Министры здравоохранения и социального обеспечения (2003-настоящее время)
В кабинете Иво Санадера в декабре 2003 года министерство было распущено и слилось с двумя другими министерствами:
- Портфель социального благосостояния был объединен с современным Министерством здравоохранения и социального обеспечения
- Портфель труда был объединен с министерством экономики в современное Министерство экономики, труда и предпринимательства